# Tanneron
Tanneron är en kommun i departementet Var i regionen Provence-Alpes-Côte d'Azur i sydöstra Frankrike. Kommunen ligger i kantonen Fayence som tillhör arrondissementet Draguignan. År 2022 hade Tanneron 1 723 invånare.

## Befolkningsutveckling
Antalet invånare i kommunen Tanneron
| Referens: INSEE |